# Malta all'Eurovision Young Dancers
Malta ha partecipato all'Eurovision Young Dancers per un totale di due edizioni: nel 2015 e nel 2017, non qualificandosi per la finale in tutte e due. Il 7 luglio 2015, PBS, responsabile della partecipazione di Malta al contest, ha confermato che Malta avrebbe ospitato l'edizione 2017. Tuttavia, nel gennaio 2017, l'UER ha annunciato che la PBS era stata costretta a cancellare l'organizzazione della competizione e a cedere il compito di organizzare e ospitare alla Repubblica Ceca, a causa di circostanze indipendenti dalla sua volontà. Malta parteciperà comunque al concorso.

## Partecipazioni
| Anno | Rappresentante   | Semifinale | Finale          |
| ---- | ---------------- | ---------- | --------------- |
| 2015 | Anthea Zammit    | -          | Non Qualificata |
| 2017 | Denise Buttigieg | -          | Non Qualificata |